# (Your Love Keeps Lifting Me) Higher and Higher
"(Your Love Keeps Lifting Me) Higher and Higher" [en español (Tu amor sigue levantándome) más y más alto] es una canción de R&B escrita por Gary Jackson, Raynard Miner y Carl Smith. Fue grabada por Jackie Wilson para su álbum Higher and Higher (1967), producido por Carl Davis, y se convirtió en un Top 10 de pop y número uno de R&B.

## Descripción general

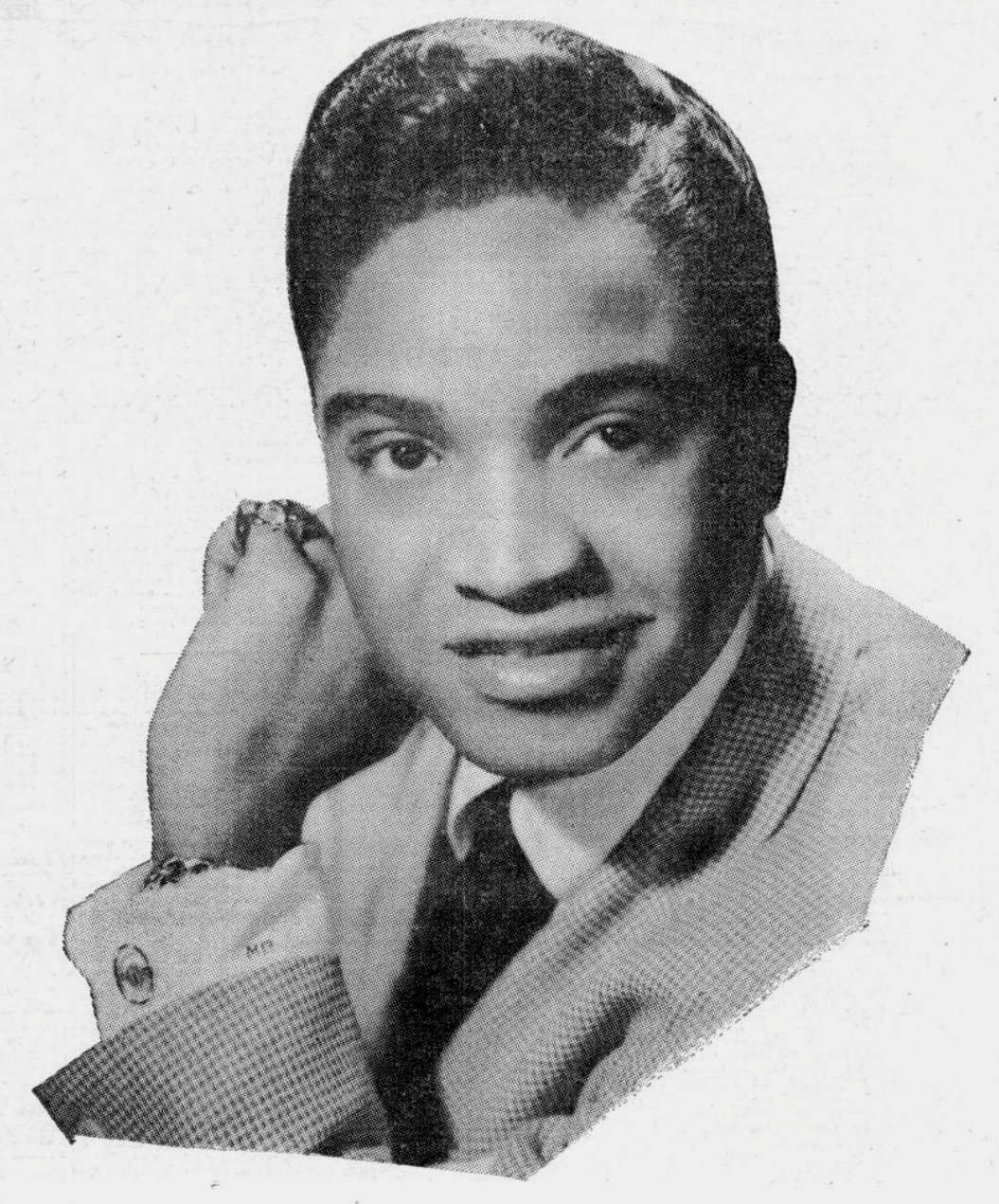
Jackie Wilson, 1961

La pista de acompañamiento fue grabada el 6 de julio de 1967 en los estudios de Columbia en Chicago. Producida por Carl Davis, la sesión, arreglada por Sonny Sanders, contó con el bajista James Jamerson, el baterista Richard "Pistol" Allen, el guitarrista Robert White y el teclista Johnny Griffith ; Estos cuatro músicos eran todos miembros de la banda de Motown Records, The Funk Brothers, que a menudo trabajaban en sesiones para Davis para aumentar los salarios pagados por Motown.
Según Carl Davis, los Funk Brothers "solían venir los fines de semana desde Detroit. Cargaban la camioneta y venían a Chicago, y yo les pagaba el doble y les pagaba en dinero en efectivo." De manera similar, dos miembros de los cantantes de sesión house de Motown, The Andantes, Jackie Hicks y Marlene Barrow, junto con Pat Lewis (que reemplazaba al miembro de Andantes, Louvain Demps), actuaron en la sesión de "Higher and Higher". El baterista Maurice White (más conocido como cantante de Earth, Wind & Fire ) también tocó en la grabación. Mike Terry, de Motown, tocaba el saxofón barítono.
La canción fue escrita originalmente por los escritores y productores internos de Chess Records, Carl Smith y Raynard Miner, e inicialmente grabada por The Dells para el sello, pero no publicada. Otro escritor, Gary Jackson, hizo algunos cambios en la canción y se la presentó a Davis en Brunswick. Cuando el cantante grabó su pista vocal, recuerda Davis, Wilson originalmente cantó la canción "como una balada soul. Dije que eso está totalmente mal. Tienes que saltar e ir con la percusión... Si él no quisiera cantarla así De esa manera, pondría mi voz en el disco y vendería millones". Después de escuchar el consejo de Davis, Wilson cortó la voz principal de "Higher and Higher" en una sola toma.
Se llegó a un acuerdo de publicación de la canción con Brunswick después de que interviniera el productor de Chess y director de A&R, Billy Davis. Se acordaron los créditos de escritura, y se nombraron a Smith, Miner, Jackson y Billy Davis. Más tarde, Davis eliminó su crédito y BMI ahora incluye la canción como escrita por los otros tres escritores. La versión de los Dell apareció en su álbum, There Is, para Cadet, filial de Chess, el mismo año.

## Lanzamiento
Lanzada en agosto de 1967, la canción alcanzó el número uno en la lista Billboard R&B de EE. UU. y, en noviembre, alcanzó el puesto número 6 en el Billboard Hot 100. La versión de Wilson también subió al número 11 y 15 en la lista de singles del Reino Unido durante 1969 y 1987 respectivamente.
Brunswick Records luego lanzó un álbum titulado Higher and Higher en noviembre de 1967. Su pico en las listas fue el número 163 (Billboard 200) y el número 28 (lista de álbumes de R&B Billboard).
La canción ocupó el puesto 246 en la lista de las 500 mejores canciones de todos los tiempos de Rolling Stone y fue incluida en el Salón de la Fama de los Grammy en 1999.

## En la cultura popular
La versión original de Wilson y una versión del cantante Howard Huntsberry se utilizaron en la película de comedia Ghostbusters II de 1989, y la versión de Huntsberry también apareció en su banda sonora . También aparece en los créditos finales de las películas The Bachelor, The Kid de Disney y Death to Smoochy .

## Versión de Rita Coolidge
Rita Coolidge rehizo la canción como "(Your Love Has Lifted Me) Higher and Higher" para su álbum Anytime... En cualquier lugar (1977). Su versión tiene un tempo más moderado que el del original uptempo y omite en gran medida el coro, que se evidencia sólo en las voces de fondo cantadas bajo la repetición del primer verso con el que cierra la canción. Coolidge y su hermana Priscilla Coolidge habían cantado de fondo en una versión de la canción para un posible álbum del marido de Priscilla , Booker T. Jones ; Cuando ese álbum fue archivado, Coolidge le preguntó si podía cortar la canción usando su arreglo.
Lanzada como sencillo, la versión de Coolidge se convirtió en su primer gran éxito en nueve años de grabación: la canción alcanzó el puesto número 2 en el Billboard Hot 100.  Cash Box lo clasificó en el puesto número 1. "Higher and Higher" también alcanzó el número 1 en Canadá. Tanto la canción como un lanzamiento posterior, " We're All Alone ", le valieron a Coolidge discos de oro por vender cada uno un millón de copias.
En el Reino Unido fue lanzado como sencillo de seguimiento después de "We're All Alone", que había alcanzado el puesto 6, pero allí solo alcanzó el puesto 48.

## Versión de Kevin Borg
En 2008, Kevin Borg interpretó la canción, todavía conocida como "Higher and Higher", y se convirtió en el ganador de la octava temporada de Idol . La versión llegó a las listas de Suecia, alcanzando el puesto veintinueve.